# سنتز نیتریل لتس
سنتز نیتریل لتس (به انگلیسی: Letts nitrile synthesis) یک واکنش شیمیایی بین کربوکسیلیک اسید‌های آروماتیک با تیوسیانات‌های فلزی برای تشکیل نیتریل‌ها است. این واکنش شامل از دست دادن کربن دی‌اکسید و پتاسیم هیدروسولفید است. واکنش جانشینیِ بازیِ قطبی در سال ۱۸۷۲ توسط ادموند آلبرت لتس کشف شد.

## کاربردها
نیتریل‌های آروماتیک کاربردهای محدودی دارند، از جمله برای تولید پلیمرها، استفاده در واکنش‌های ریتر برای تشکیل آمیدها، و همچنین گاهی اوقات به عنوان مولکول‌های فعال بیولوژیکی مورد مطالعه قرار می‌گیرند.
بنزونیتریل، محصول اصلی واکنس لتس، دارای کاربردهای متعدد به عنوان یک واکنشگر پرکاربرد و به عنوان حلال است. بنزونیتریل‌های استخلافی در بسیاری از زمینه‌ها از جمله صنایع داروسازی از اهمیت بالایی برخودارند. بنزونیتریل پیش‌ساز سنتز فادروزول، که یک مهارکننده آروماتاز است، می‌باشد. این دارو در درمان سرطان پستان استفاده می‌شود. ۴-(تری‌فلورومتیل) بنزونیتریل، که توسط واکنش سیانودار کردن ۴-کلروبنزوتری‌فلورید تحت کاتالیزگر نیکل تولید می‌شود، یک پیش ماده در تولید داروی ضد افسردگی فلووکسامین است.
بنزونیتریل همچنین می‌تواند به عنوان یک لیگاند در سنتز نامتقارن عمل کرده و با فلز واسطه کوئوردینه شده و تشکیل اسیدهای لوئیس را دهد.